# 양양삼가
《양양삼가》(杨洋三嫁)는 2001년 방송되었던 중국의 드라마이다.

## 소개
- 결혼에 대한 동경을 가지고 있는 주인공 양양이 결혼을 하기 위해 노력하는 모습을 그린 드라마

## 등장 인물
- 위멍 - 양양 역
- 위샤오웨이 - 방중추 역
- 팽정 (彭婧) - 탄페이아 역
- 쑹춘리 - 양모 역
- 고량 (高亮) - 양바오 역
- 디니 (滴妮) - 하오링링 역
- 고명 (高明) - 우자민 역
- 조취분 (曹翠芬) - 라오간마 역
- 위니니 (魏妮妮) - 치샤오리엔 역
- 장카이리 - 린라오시 역